# Ascocentrum christensonianum
Ascocentrum christensonianum är en orkidéart som beskrevs av Haager. Ascocentrum christensonianum ingår i släktet Ascocentrum och familjen orkidéer.
Artens utbredningsområde är Vietnam. Inga underarter finns listade i Catalogue of Life.